# Arthur Tell Schwab
Arthur Tell Schwab   (Börtewitz, 4 de setembre de 1896 - Siglingen, 27 de febrer de 1945) va ser un atleta suïssos, especialista en marxa, que va competir durant les dècades de 1920 i 1930. Era el pare del també atleta Fritz Schwab.
Va prendre part en tres edicions dels Jocs Olímpics d'Estiu, el 1924, 1932 i 1936. Als Jocs de París de 1924 fou cinquè en els 10 km marxa. El 1932, a Los Angeles, abandonà en la prova dels 50 km marxa, mentre en els Jocs de Berlín de 1936 guanyà la medalla de plata en la mateixa prova.
En el seu palmarès també destaca una medalla de plata en els 50 km marxa del Campionat d'Europa d'atletisme de 1934 i vuit rècords mundials en diferents distàncies de la marxa.
Morí en un bombardeig en els mesos finals de la Segona Guerra Mundial.

## Millors marques
- 10 km marxa. 46h 02' (1936)
- 50 km marxa. 4h 31' 32" (1935)[1][3]